# Per-Olav Sivertzen
Ej att förväxla med konstnären och teaterdekoratören Per Falk (målare) (1924–1982)
Per-Olav Sivertzen, född 6 februari 1910 i Gustavsbergs församling i Stockholms län, död 11 juli 2005 i Saltsjöbadens församling i Stockholms län, var en svensk scenograf, teaterarkitekt, målare och tecknare. Han var även verksam under namnen Per-Olav Sivertzen-Falk och Poa Sivertzen.
Han var son till Oscar Sivertzen och Eleonora Svanström och gift med Irene Sivertzen (1914–2008). Han utbildade sig vid Tekniska Skolans lägre och högre konstindustriella avdelningar i Stockholm 1927–1931, vid Kunst und Handwerksschule i Köln 1927 och 1928 och för Filip Månsson i Stockholm. Vidare studerade han inrednings- och dekorationsmåleri under resor till Tyskland. Han arbetade först dekorationsmålare och sedan som arkitekt inriktad på inredning, film och teater. Han var bland annat verksam vid Sveriges Radio-TV. På fritiden gjorde han akvareller och oljemålningar, gärna ljusa sådana, vanligt förekommande motiv är interiörer och landskap.
Makarna Sivertzen är begravda på Skogsö kyrkogård.

## Filmografi i urval

### Som scenograf
- Bussen (1977)
- Rännstensungar (1974)
- Husmors filmer hösten 1972 (1972)
- Husmors filmer hösten 1970 (1970)
- Husmors filmer hösten 1969 (1969)
- Husmors filmer våren 1969 (1969)
- Husmors filmer hösten 1968 (1968)
- Ungdomsfilmen våren 1959 (1959)

### Som arkitekt
- Någon att älska (1971)
- Som hon bäddar får han ligga (1970)
- ... som havets nakna vind (1968)
- Åsa-Nisse och den stora kalabaliken (1968)
- Carmilla (1968)
- Freddy klarar biffen (1968)
- Kvinnolek (1968)
- Pappa varför är du arg - du gjorde likadant själv när du var ung (1968)
- Under ditt parasoll (1968)
- En sån strålande dag (1967)
- Träfracken (1966)
- Trettio pinnar muck (1966)
- Åsa-Nisse slår till (1965)
- Morianerna (1965)
- Pang i bygget (1965)
- Det är hos mig han har varit (1963)
- Mordvapen till salu (1963)
- Sten Stensson kommer tillbaka (1963)
- Raggargänget (1962)
- Guldgrävarna (1959)
- Med fara för livet (1959)
- Var sin väg (1948)
- Får jag lov, magistern! (1947)
- Barbacka (1946)
- Det glada kalaset (1946)
- Kungliga patrasket (1945)
- När ungdomen vaknar (1943)

### Som scenografiassistent
- AWOL - avhopparen (1972)
- Åsa-Hanna (1946)
- Brita i grosshandlarhuset (1946)
- Kärlekslivets offer (1944)
- När seklet var ungt (1944)
- Skeppar Jansson (1944)
- En äventyrare (1942)